# Verhandlungsdemokratie
Verhandlungsdemokratie ist der politikwissenschaftliche Oberbegriff für demokratische politische Systeme, in denen Konflikte über anstehende politische Entscheidungen durch das Aushandeln dominiert werden – siehe auch Konkordanzdemokratie, Proporzdemokratie, Konsensdemokratie, Politikverflechtung – nicht aber durch Wettbewerb politischer Parteien, wechselnde Regierung und hierarchisch-mehrheitliches Entscheiden.
Verhandlungsdemokratien setzen somit ein großes Maß an Kooperation und Kompromissbereitschaft der politischen Eliten voraus, zumal sie häufig an einstimmige Entscheidungen, qualifizierte Mehrheiten oder Vetorechte gebunden sind. 
In der Realität findet man jedoch eher Mischformen, nie eine reine Verhandlungsdemokratie.
Auch in Demokratien, in denen Entscheidungen in der Regel durch politische Mehrheiten gefunden werden, gewinnen Verhandlungslösungen als Folge von Durchdringung der Politik durch die Gesellschaft sowie immer stärkerer Ausdifferenzierung der Gesellschaft mehr an Bedeutung. Die Konsensfindung kommt häufig jedoch nicht über den kleinsten gemeinsamen Nenner hinaus, sodass Blockaden und Reformstau die politische Steuerung gefährden.
Arthur Benz zählt die USA und die Schweiz zu den Verhandlungsdemokratien, und Dieter Grimm stellt die Annahme auf, „dass das politische System der Bundesrepublik Deutschland Züge einer Verhandlungsdemokratie angenommen hat“.
Dieter Grimm kritisiert, dass die Verhandlungsdemokratie sich „von den Zielwerten der Verfassung entfernt“. „Die Regelungen, denen gerade die Gesetzgebung im Interesse von Partizipation, Deliberation, Transparenz und Kontrolle unterworfen wird, erfassen die Verhandlungsdemokratie nicht. An die Stelle allgemein eröffneter Partizipation tritt privilegierte Partizipation, Deliberation wird durch Negotiation ersetzt, Transparenz weicht der Nichtöffentlichkeit, und statt Kontrolle wird auf Vertragstreue gesetzt.“ Grimms Lösungsvorschlag ist, die Verfassung auf die Verhandlungsdemokratie einzustellen, in dem die Verhandlungsergebnisse veröffentlicht werden müssen. Dazu macht er konkrete Vorschläge, wie die Verfassung zu ändern wäre.